# Interferómetro de Mach-Zehnder

Figura 1. El interferómetro de Mach–Zehnder es frecuentemente utilizado en los campos de la aerodinámica, la física de plasma y la transferencia de calor para medir presión, densidad, y cambios de temperatura en gases. En esta figura, se analiza la llama de una vela. Cualquier imagen producida puede ser analizada.

En física, el interferómetro de Mach–Zehnder es un dispositivo utilizado para determinar las variaciones de cambio de fase relativas entre dos haces de luz colimados derivados de una misma fuente de luz. El interferómetro ha sido utilizado, entre otras cosas, para medir cambios de fase entre los dos haces de luz causados por la muestra observada o por un cambio en la longitud de uno de los caminos que recorren. El aparato debe su nombre a los físicos Ludwig Mach (hijo de Ernst Mach) y Ludwig Zehnder: Zehnder lo propuso en un artículo de 1891, y fue refinado por Mach en un segundo artículo de 1892.

## Introducción
El interferómetro de Mach–Zehnder es un instrumento altamente configurable. En contraste con el conocido interferómetro de Michelson, cada uno de los trayectos de los haces separados de luz es recorrido una sola vez.
Si se decide producir patrones de interferencia con luz blanca, entonces, como su longitud de coherencia es muy limitada (del orden de micrómetros), debe cuidarse especialmente igualar los caminos ópticos simultáneamente para todas las longitudes de onda o ningún patrón será visible. Como se ve en la Figura 1, una célula de compensación hecha del mismo tipo de vidrio que la célula de prueba (con objeto de tener una dispersión óptica igual) deberá ser colocada en el trayecto del rayo de referencia para emparejarlo con la célula de prueba. El divisor de haz también debe ser orientado con gran precisión. Sus superficies reflectoras serán orientadas de modo que el haz de prueba y el de referencia atraviesen una cantidad igual de vidrio. En esta orientación, los dos haces experimentan dos reflexiones de superficie frontales, resultando el mismo número de inversiones de fase. El resultado es que la luz recorre trayectos ópticos de longitud equivalente, produciendo un patrón de interferencia constructiva de luz blanca.

Figura 2. Patrones de interferencia resultantes cuando una fuente extendida es utilizada en un interferómetro de Mach-Zehnder. Ajustando apropiadamente los espejos y el divisor de haz, los patrones pueden ser proyectados en cualquier plano deseado.

El colimado de la fuente de luz genera un patrón de interferencia sin una localición exclusiva, al ser los rayos paralelos. Patrones localizados en un plano determinado se obtienen cuando se usa una fuente extendida. En la Figura 2, se observa que la imagen del patrón pueden ser ajustada de modo que localice en cualquier plano deseado.: 18  En otros casos, el patrón sería ajustado en el mismo plano que el objeto de prueba, de modo que el patrón y el objeto de prueba pueden ser fotografiados juntos.
Disponer de un espacio de trabajo relativamente grande y accesible; y su flexibilidad para ubicar las imágenes de interferencia, han hecho que el interferómetro de Mach–Zehnder sea el instrumento habitual para visualizar flujos de aire en túneles de viento y para estudios de visualización del flujo en general. Es frecuentemente utilizado en los campos de aerodinámica, física de plasma y transferencia de calor para medir presiones, densidades, y cambios de temperatura en gases.: 18, 93–95 
Los interferómetros de Mach–Zehnder son utilizados en moduladores electro-ópticos, dispositivos electrónicos empleados en varias aplicaciones en fibra-óptica de comunicaciones. Los moduladores Mach-Zehnder están incorporados en circuitos integrados monolíticos y ofrecen un buen comportamiento, alta amplitud de ancho de banda electro-óptica, y respuestas de fase sobre gamas de frecuencia de múltiples gigahercios.
También son utilizados para estudiar una de las predicciones de mecánica cuántica más contra-intuitivas, el fenómeno conocido como entrelazamiento cuántico.
La posibilidad de controlar fácilmente las características de la luz en el canal de referencia sin perturbar la luz en el canal del objeto de muestra, popularizó la configuración de Mach–Zehnder en interferometría holográfica. En particular, la detección óptica heterodina fuera del eje, con un haz de referencia modificado, proporciona buenas condiciones experimentales para disparos holográficos de distorsión limitada mediante videocámaras de alta velocidad, que permiten incluso detectar la vibrometría, y tomar imágenes Doppler láser del flujo de la sangre.

## Cómo trabaja

### Montaje
Un haz de luz colimado se divide en dos mediante un espejo semi-plateado. Los dos haces resultantes (el "haz de muestra" y el "haz de referencia") son reflejados cada uno por un espejo, y finalmente pasan por un segundo espejo semi-plateado, desde donde llegan a los dos detectores.
Las superficies totalmente plateada y semi-plateada de todos los espejos, excepto el último, están orientadas para dar salida al haz incidente. La superficie del último espejo semi-plateado está dispuesta para que el rayo que sale reflejado tenga la misma orientación que el haz original colimado. Esto es, si el haz original es horizontal, la superficie del último espejo semi-plateado tendría que dirigir horizontalmente el haz de salida.

### Propiedades
Las ecuaciones de Fresnel para la reflexión y la transmisión de una onda en un dieléctrico implican que hay un cambio de fase por cada reflexión cuando una onda que se refleja pasa de un medio de bajo índice de refracción a uno con un índice más alto, pero no cuando se refleja en un cambio de alto a bajo.
En otras palabras:
- Un cambio de fase de 180 grados (media longitud de onda) ocurre en la reflexión frente al espejo, donde el medio del espejo (vidrio) tiene un índice de refracción más alto que el medio desde el que la luz está viajando (aire).
- Ningún cambio de fase acompaña a una reflexión en la superficie trasera del espejo, porque el rayo de luz pasa del aire al aire por detrás del espejo (es decir, no atraviesa ninguna sección de vidrio).

También se aprecia que:

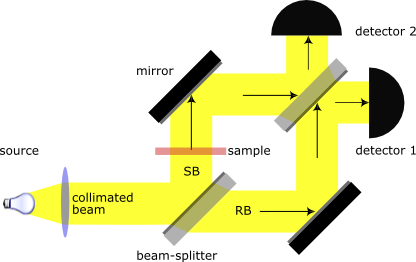
Figura 3. Efecto de una muestra en la fase de salida de los dos haces de luz en un interferómetro de Mach–Zehnder.

- La velocidad de la luz es menor en medios de transmisión con un índice de refracción mayor que el del vacío, que es 1.  Específicamente, su velocidad es: v = c/n, donde c es la velocidad de la luz en el vacío y n es el índice de refracción. Esto causa un aumento de cambio de fase proporcional a (n − 1) × la longitud recorrida en el vidrio.
- Si k es el cambio de fase constante provocado en la luz al atravesar el vidrio que forma un espejo, un total de 2k cambios de fase ocurren cuando un rayo se refleja tras incidir en la cara delantera del espejo. Esto es así porque la luz atraviesa el vidrio del espejo dos veces: la primera, hasta que alcanza el fondo plateado del espejo, incurre en un cambio de fase k; y la segunda, cuando tras rebotar sale del vidrio del espejo hacia el aire, incurriendo en un cambio de fase adicional k al recorrer de nuevo el espesor del vidrio hacia su cara delantera.

Advertencia: La regla acerca de los cambios de fase se aplica a divisores de haz construidos con un recubrimiento dieléctrico, y tiene que ser modificada si es utilizado un recubrimiento metálico, o cuando las polarizaciones diferentes deban ser tenidas en cuenta. También, en interferómetros reales, los grosores de los divisores de haz pueden diferir, y las longitudes de trayecto no son necesariamente iguales. Independientemente, en ausencia de absorción, la conservación de la energía garantiza que los dos trayectos tienen que diferir por un cambio de fase de media longitud de onda. También debe señalarse que divisores de haz con reparto entre los dos haces distinto al 50/50 son frecuentemente empleados para mejorar el rendimiento del interferómetro en ciertos tipos de medida.

### Observando el efecto de una muestra
En la Figura 3, en ausencia de una muestra, tanto el haz de muestra SB como el haz de referencia RB llegarán en fase al detector 1, produciendo una interferencia constructiva. Tanto SB como RB habrán experimentado un cambio de fase de (1×longitud de onda + k) debido a dos reflexiones frontales en un espejo (sin pasar por vidrio) y a una transmisión a través del vidrio del divisor de haz.
En el detector 2, en ausencia de una muestra, tanto el haz de muestra como el de referencia llegarán con una diferencia de fase de media longitud de onda, produciendo una interferencia destructiva completa. RB hasta llegar al detector 2 habrá experimentado un cambio de fase de (0.5×longitud de onda + 2k) debido a que atraviesa dos espejos (sin reflejarse), y a que se refleja en otro espejo (sin pasar por vidrio). SB en el detector 2 habrá experimentado un cambio de fase de (1×longitud de onda + 2k) debido a dos reflexiones frontales en dos espejo (sin pasar por el vidrio) y a una reflexión en la cara trasera del divisor de haz(atravesando dos veces el vidrio k+k). Por lo tanto, cuando no hay ninguna muestra, solo recibe luz el detector 1.
Si una muestra se coloca en el recorrido del haz de muestra, las intensidades de los rayos que llegan a los dos detectores cambiarán, permitiendo el cálculo del cambio de fase causado por la muestra.

## Uso del interferómetro de Mach–Zehnder
La versatilidad de la configuración de Mach–Zehnder ha potenciado su uso en una amplia gama de temas de investigación fundamental en mecánica cuántica, incluyendo estudios en definibilidad contrafactual, entrelazamiento cuántico, computación cuántica, criptografía cuántica, lógica cuántica, detector de bombas de Elitzur-Vaidman, el experimento de borrado cuántico, el efecto cuántico Zeno, y la difracción de neutrones. En telecomunicaciones ópticas es utilizado como modulador-electro-óptico de fase así como de modulación de amplitud de luz.

### Relacionó formas de interferómetro
- Microscopia de interferencia clásica
- Polarización dual interferometry

### Otras técnicas de visualización del flujo
- Schlieren
- Schlieren Fotografía
- Shadowgraph